# Acanthoisis dhondtae
Acanthoisis dhondtae is een zachte koraalsoort uit de familie Isididae. De koraalsoort komt uit het geslacht Acanthoisis. Acanthoisis dhondtae werd in 1987 voor het eerst wetenschappelijk beschreven door Bayer & Stefani. 